# Gyöngyösfalu
Gyöngyösfalu (em croata: Šergija) é um município da Hungria, situado no condado de Vas. Tem 9,65 km² de área e sua população em 2015 foi estimada em 1.134 habitantes.